# Władimir Isajczew
Władimir Isajczew, ros Владимир Евгеньевич Исайчев (ur. 21 kwietnia 1986 w Kujbyszewie) – rosyjski kolarz szosowy, zawodnik grupy UCI ProTour Team Katusha.

## Najważniejsze osiągnięcia
2012
- 1. miejsce na 5. etapie Tour de Suisse

2013
- 1. miejsce w mistrzostwach Rosji (start wspólny)